# Matthias Heintze
Matthias Heintze (ur. ?, zm. 29 marca 1622 we Wrocławiu) – niemiecki malarz aktywny we Wrocławiu. 

## Życie i twórczość
Naukę malarstwa rozpoczął w 1581 roku w pracowni Hieronymusa Beinhardta młodszego, u którego terminował przez pięć kolejnych lat. W 1586 roku, po śmierci swojego mistrza został wyzwolony przez Johanna Twengera. W 1590 roku został mistrzem a od 1597 jednym z dwóch starszych cechu. W 1596 wykonał pięć herbowych iluminacji donacyjnych do tureckich rękopisów podarowanych bibliotece magdaleńskiej (bibliotece kościoła św. Marii Magdaleny) przez Friedricha von Schliewitz. Wraz z innymi czeladnikami uczestniczył w pracach przy łukach triumfalnych tworzonych na cześć wjazdu do Wrocławia Macieja I w 1611 i Ferdynanda II w 1617 roku. Posiadał dwunastu uczniów, m.in. terminowali u niego jego synowie: Matthaeus (1598-1617), Gottfried (1603-1630), Daniel (ur. 1605) i Matthias młodszy (1619-1631).      
Jedynym obrazem, którego wykonanie przypisuje się Heintzemu, jest dzieło z epitafium Adama Kessela, magistra sztuk wyzwolonych i filozofii, kanonika kolegiaty Świętego Krzyża i kanonika w katedrze wrocławskiej. Obraz ze sceną Zwiastowania powstał ok. 1599 roku dla katedry wrocławskiej. W prawym dolnym rogu w pozycji klęczącej, w pomniejszonej skali w stosunku do pozostałych postaci, ukazany został Kessel. Wokół postaci Marii i archanioła artysta umieścił szereg detali o symbolicznym znaczeniu. Na pieczęci listu znajduje się sygnatura "MATHEVS HEINTZ PRES [...nieczytelne]9.

## Rodzina
Matthias Heintze był czterokrotnie żonaty; od 1590 roku z Judith Walditz (zm. 1599); od 1600 z Rosiną Dobrisch (zm. 1609); od 1609 z Cathariną (zm. 1612); od 1613 z Evą Pfirschke.